# Toyota Proace City
Der Toyota Proace City ist ein Hochdachkombi des japanischen Automobilherstellers Toyota, der 2020 auf den Markt kam.

## Geschichte
Vorgestellt wurde das Fahrzeug im April 2019 auf der Commercial Vehicle Show im britischen Birmingham. Zwölf Monate später kam der Hochdachkombi in den Handel. Wie schon der größere Proace teilt sich auch der Proace City die Technik mit vier anderen Fahrzeugen aus dem Stellantis-Konzern: Citroën Berlingo, Fiat Doblò, Opel Combo und Peugeot Rifter. Alle fünf Fahrzeuge nutzen die EMP2-Plattform von PSA. Wie die Schwestermodelle ist auch der Proace City als Langversion erhältlich.
Im Dezember 2020 präsentierte Toyota eine batterieelektrisch angetriebene Variante des Fahrzeugs. In den Handel kam sie im Herbst 2021.
Eine überarbeitete Version des Proace City wurde im November 2023 vorgestellt. Sie kam im Juni 2024 in den Handel.

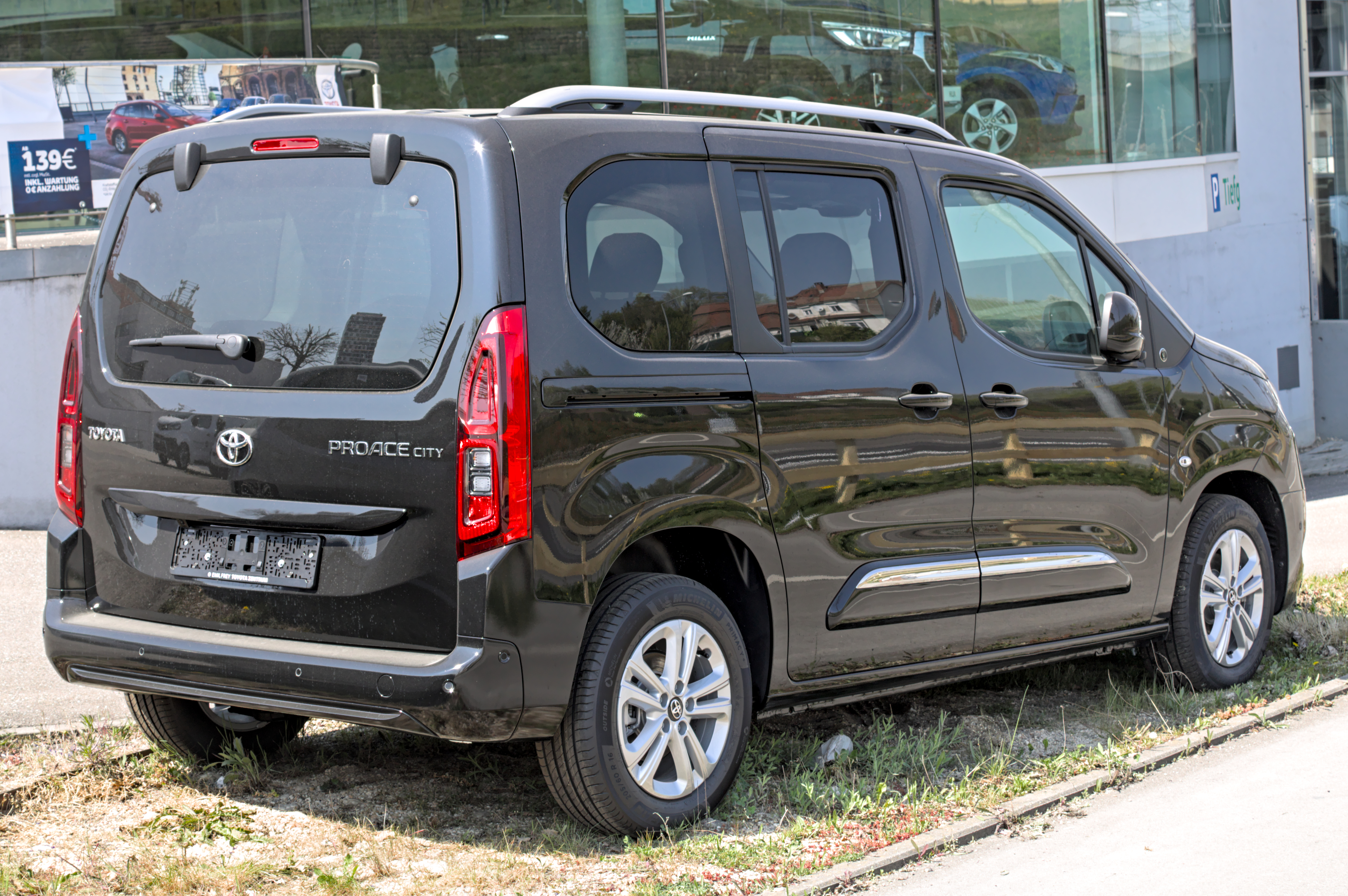
Heckansicht
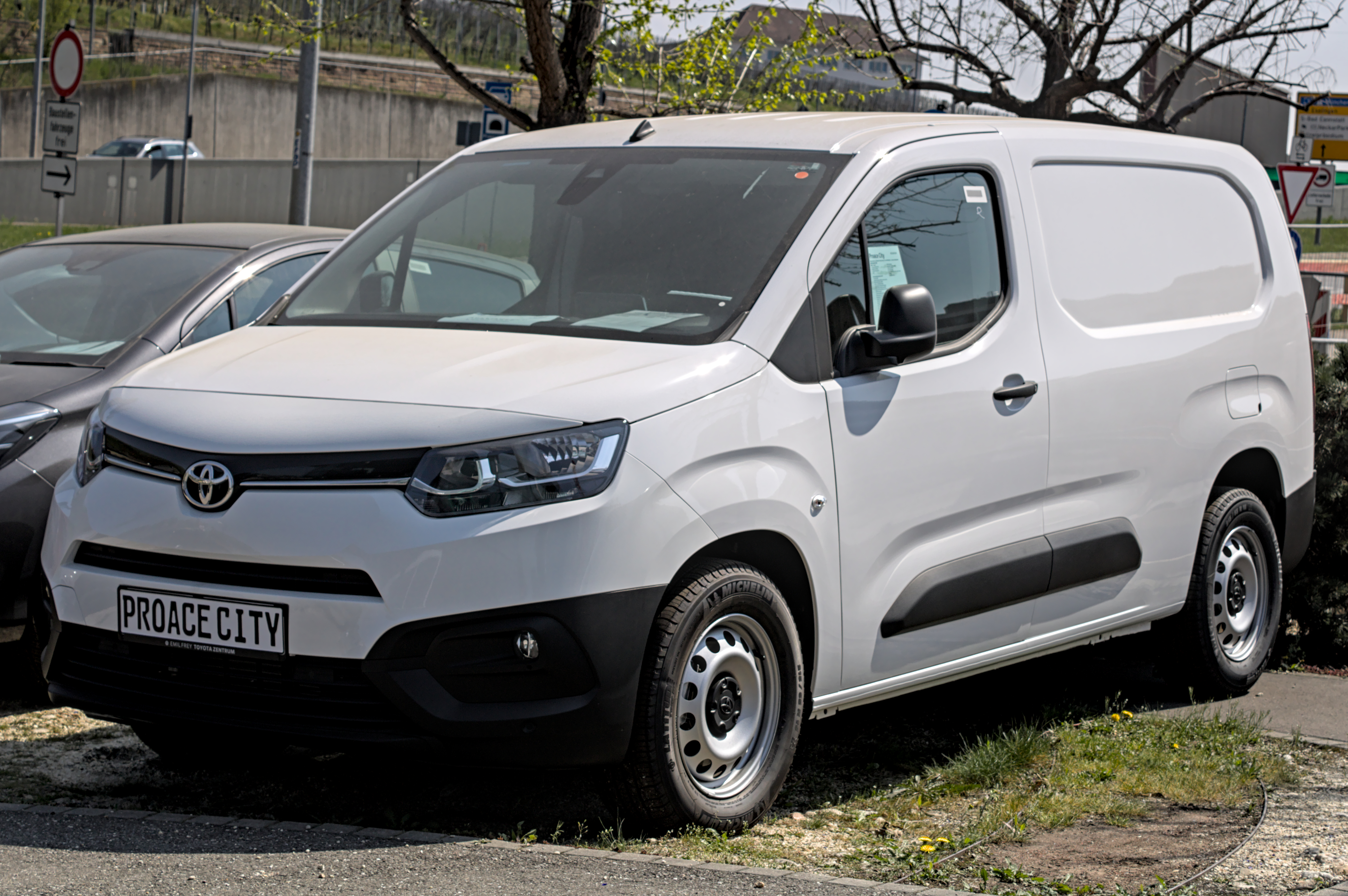
Nutzfahrzeug-Ausführung
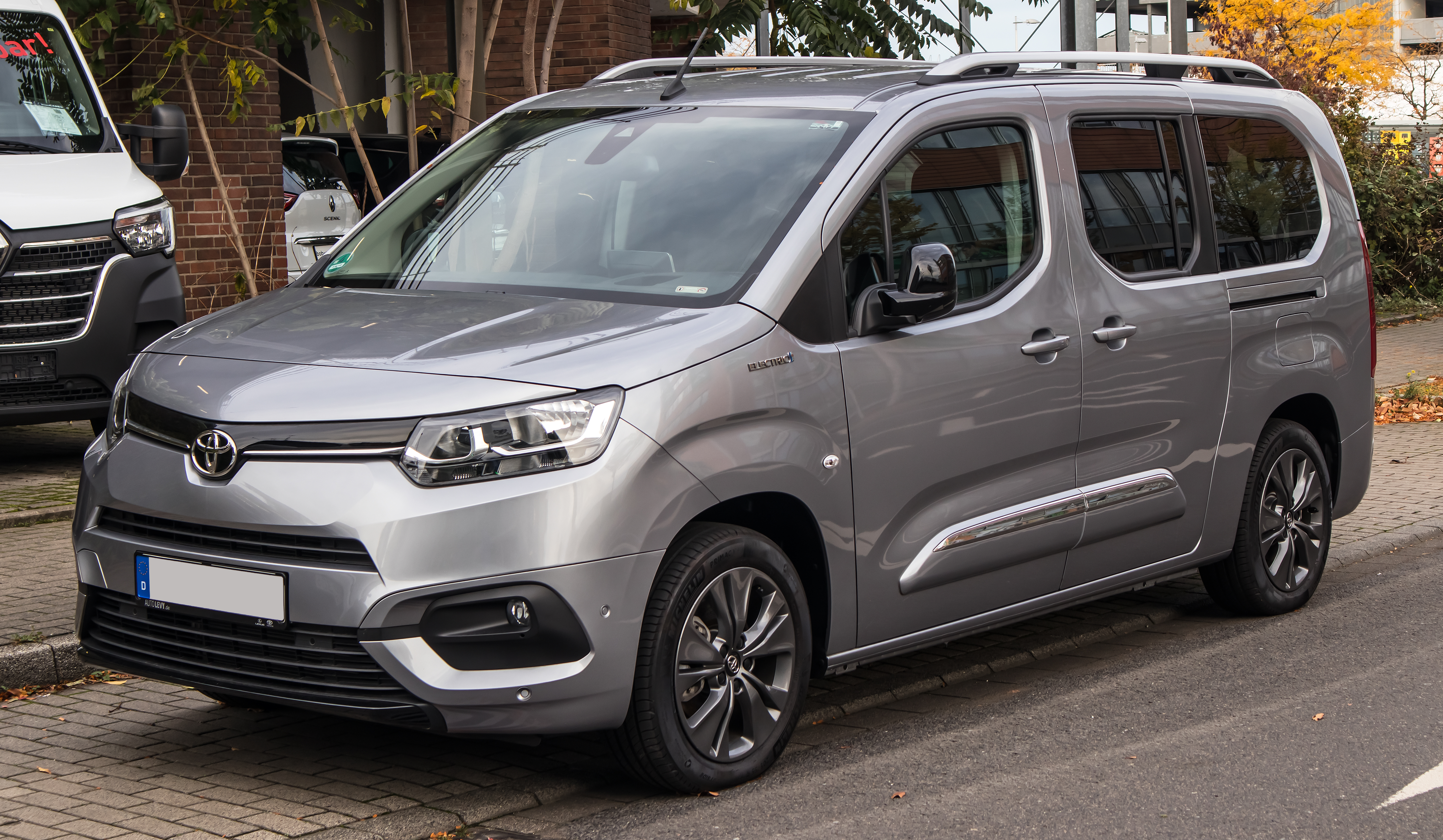
Toyota ProAce City Electric (2021–2023)
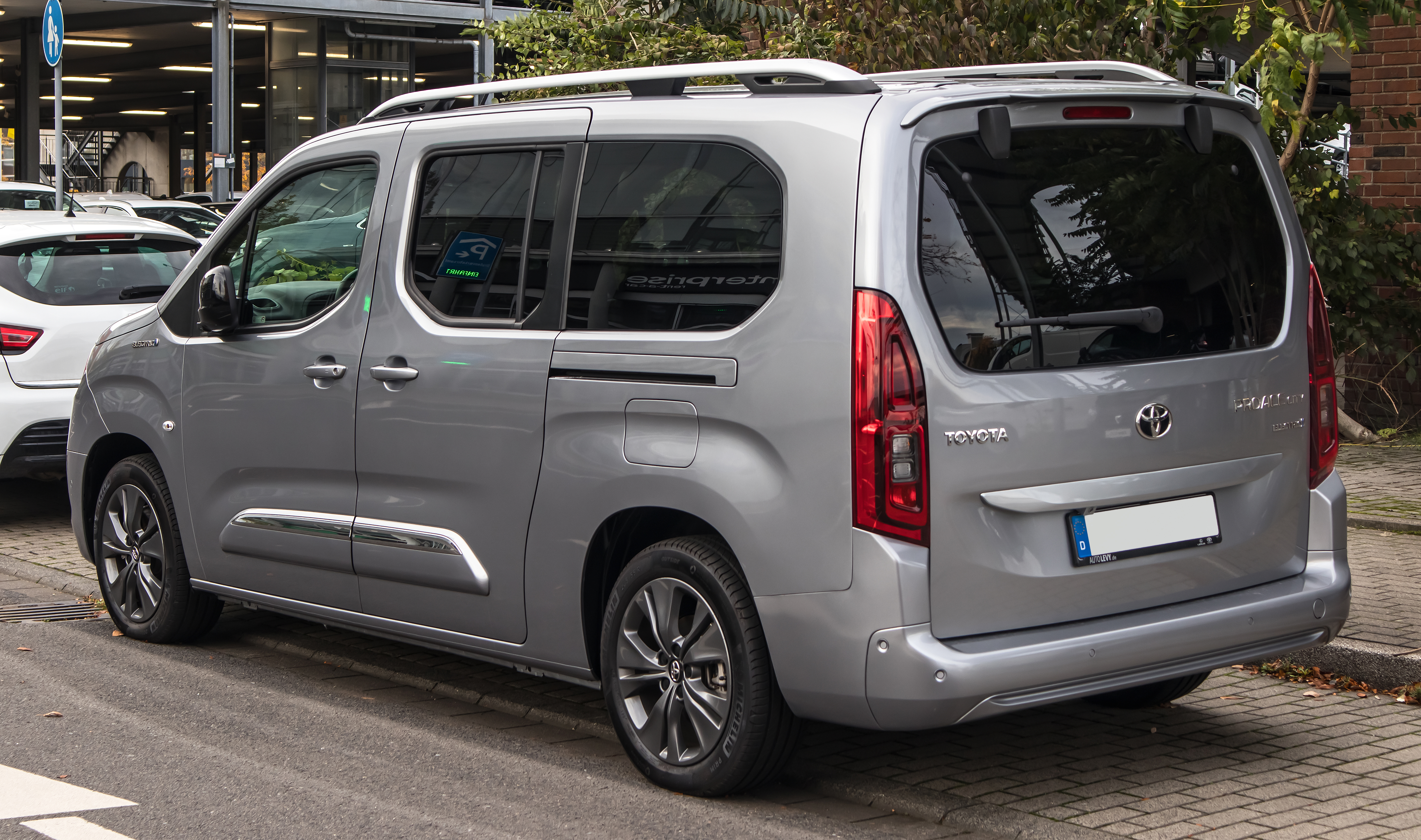
Heckansicht
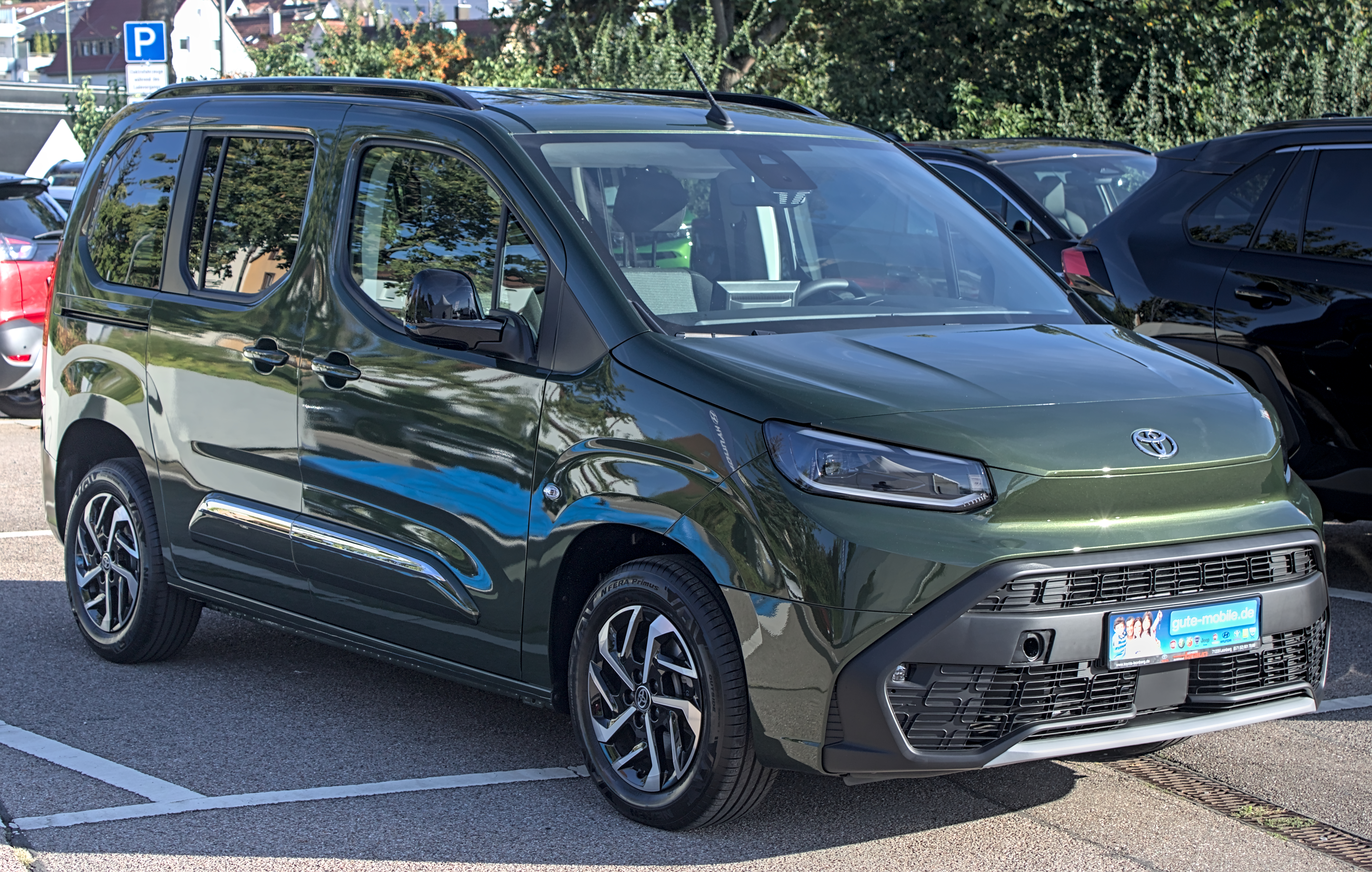
Toyota ProAce City (seit 2024)
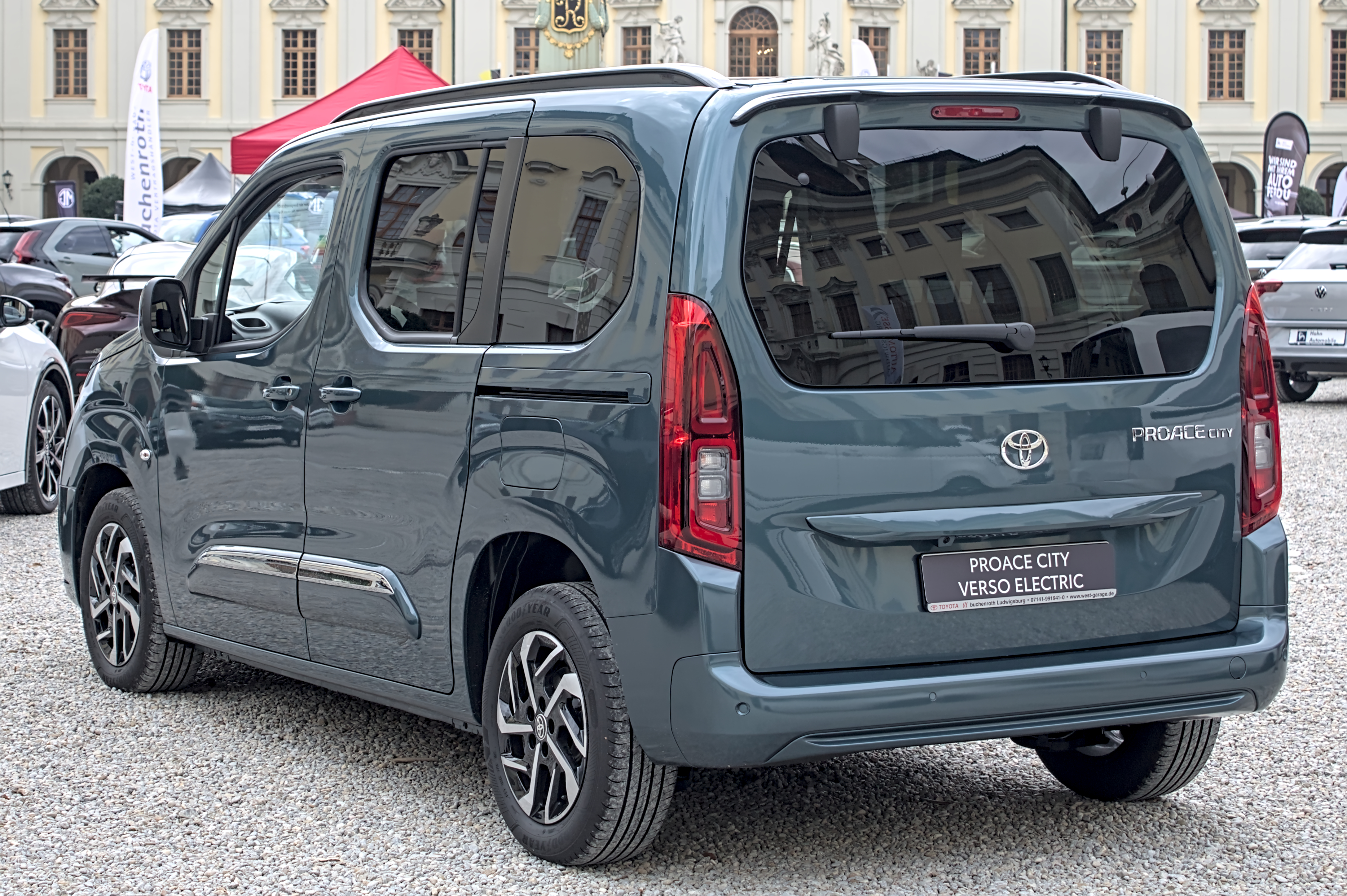
Toyota ProAce City Electric (seit 2024)
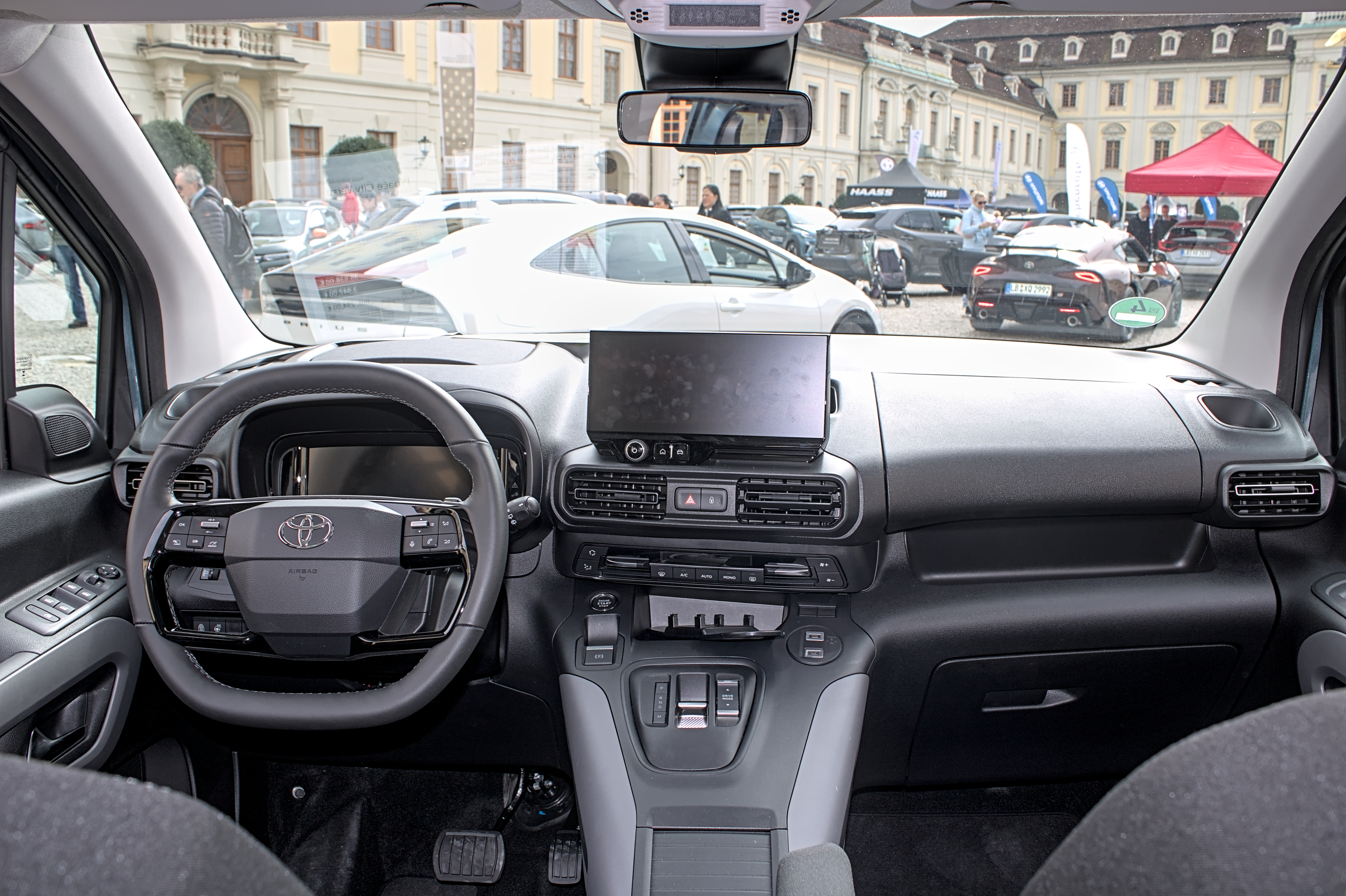
Innenansicht
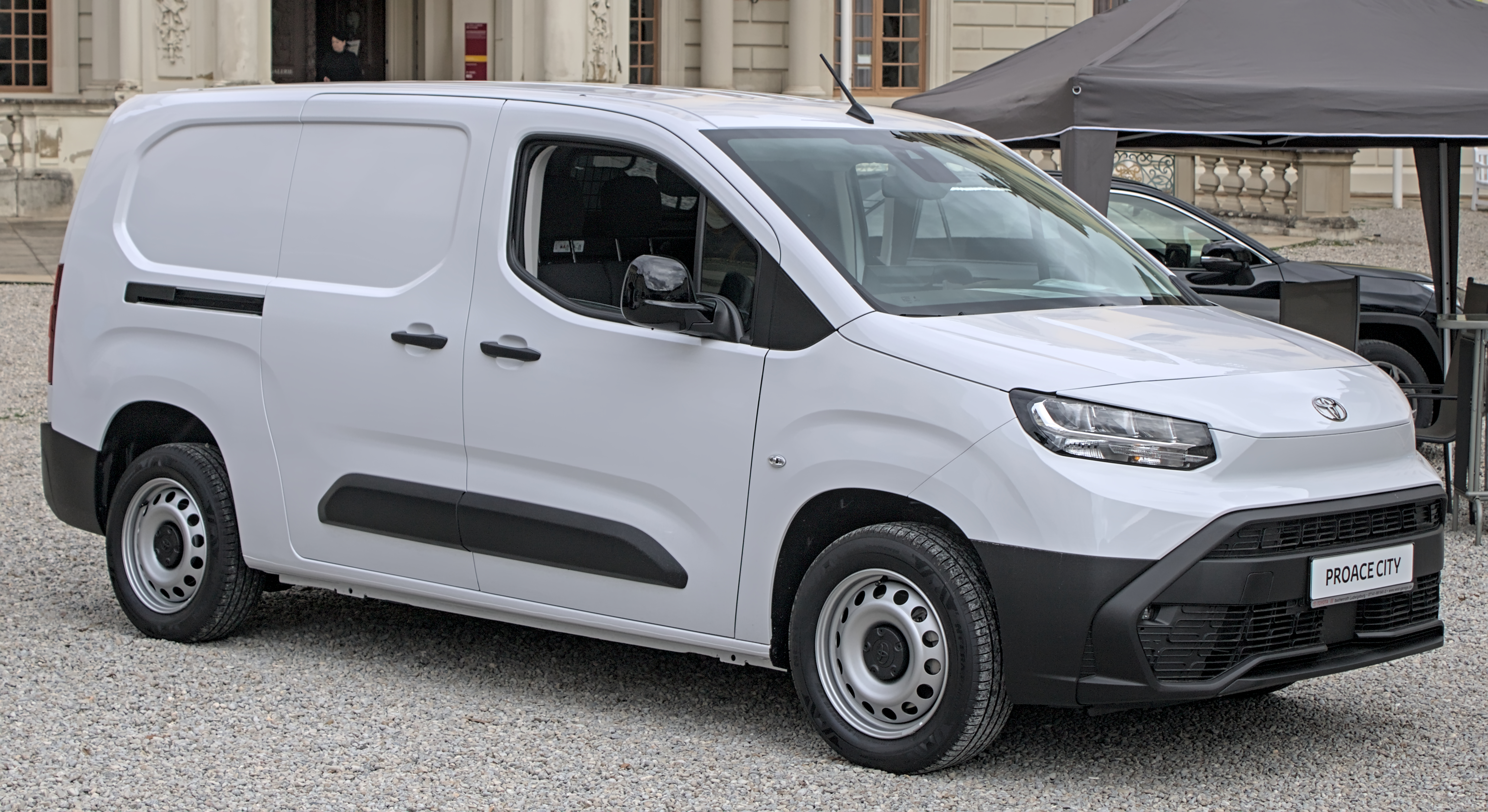
Nutzfahrzeug-Ausführung
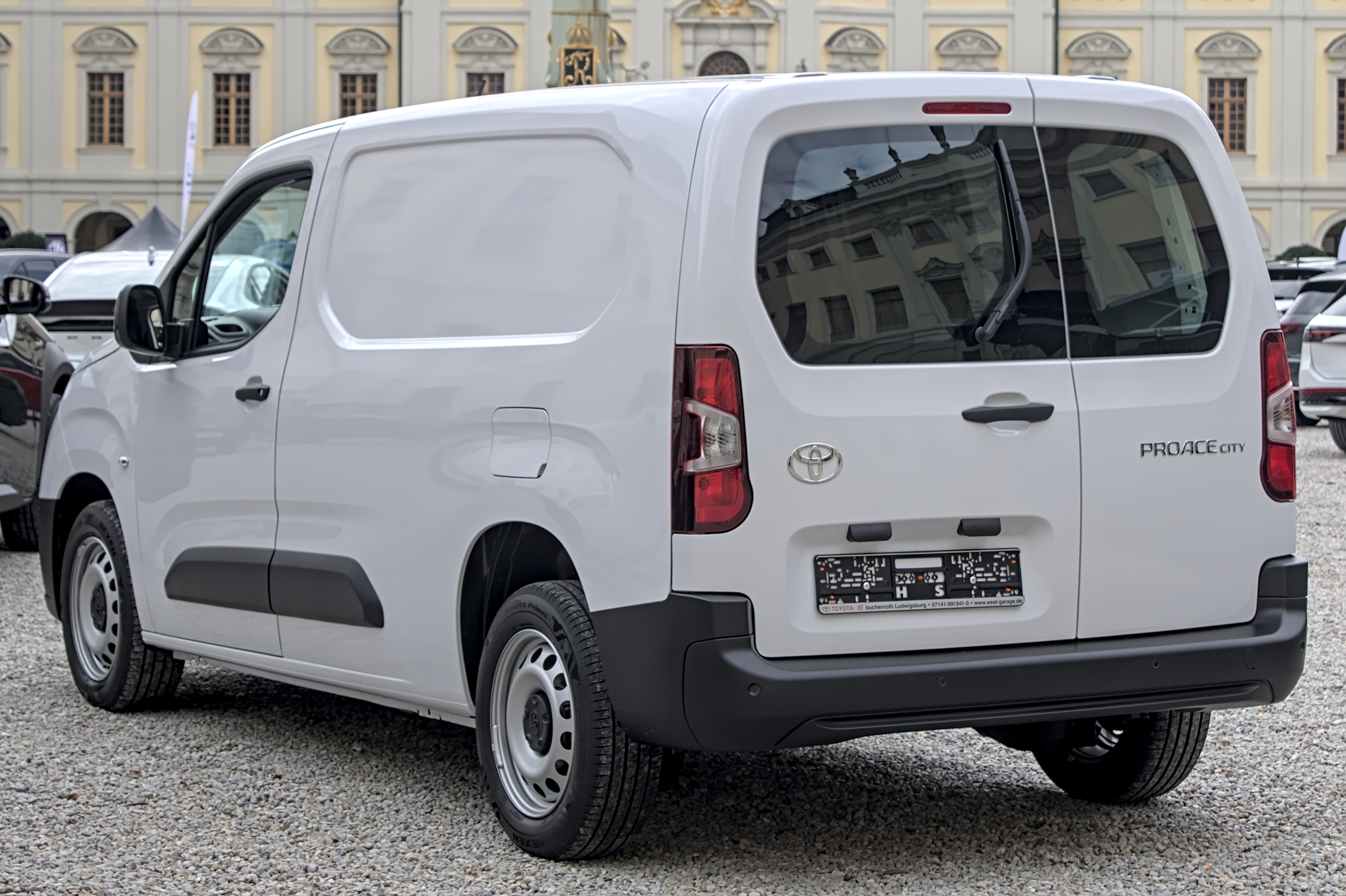
Heckansicht

## Technische Daten
Antriebsseitig stehen die gleichen Motoren zur Verfügung wie in den Schwestermodellen.
|                                                      | 1.2 | 1.2 | 1.5 Diesel                                                                                                | 1.5 Diesel                                                                                                | 1.5 Diesel                                                                                                | 1.5 Diesel Automatik                                                                                      | Electric                                                                                                  |
| ---------------------------------------------------- | --- | --- | --- | --- | --- | --- | --- |
| Bauzeitraum                                          | seit 04/2020                                                                                              | 04/2020–04/2022                                                                                           | 04/2020–10/2021                                                                                           | seit 04/2020                                                                                              | seit 04/2020                                                                                              | 04/2020–10/2020 seit 06/2022                                                                              | seit Q4/2021                                                                                              |
| Motorkenndaten                                       | | | | | | | |
| Motortyp                                             | R3-Ottomotor                                                                                              | R3-Ottomotor                                                                                              | R4-Dieselmotor                                                                                            | R4-Dieselmotor                                                                                            | R4-Dieselmotor                                                                                            | R4-Dieselmotor                                                                                            | Elektromotor                                                                                              |
| Gemischaufbereitung                                  | Direkteinspritzung                                                                                        | Direkteinspritzung                                                                                        | Common-Rail-Einspritzung                                                                                  | Common-Rail-Einspritzung                                                                                  | Common-Rail-Einspritzung                                                                                  | Common-Rail-Einspritzung                                                                                  | — |
| Motoraufladung                                       | Turbolader                                                                                                | Turbolader                                                                                                | Turbolader                                                                                                | Turbolader                                                                                                | Turbolader                                                                                                | Turbolader                                                                                                | — |
| Hubraum                                              | 1199 cm³                                                                                                  | 1199 cm³                                                                                                  | 1499 cm³                                                                                                  | 1499 cm³                                                                                                  | 1499 cm³                                                                                                  | 1499 cm³                                                                                                  | — |
| max. Leistung bei 1/min                              | 81 kW (110 PS)/ 5500                                                                                      | 96 kW (130 PS)/ 5500                                                                                      | 55 kW (75 PS)/ 3500                                                                                       | 75 kW (102 PS)/ 3500                                                                                      | 96 kW (130 PS)/ 3750                                                                                      | 96 kW (130 PS)/ 3750                                                                                      | 100 kW (136 PS)                                                                                           |
| max. Drehmoment bei 1/min                            | 205 Nm/ 1750                                                                                              | 230 Nm/ 1750                                                                                              | 230 Nm/ 1750                                                                                              | 250 Nm/ 1750                                                                                              | 300 Nm/ 1750                                                                                              | 300 Nm/ 1750                                                                                              | 260 Nm |
| Kraftübertragung                                     | | | | | | | |
| Antrieb                                              | Vorderradantrieb                                                                                          | Vorderradantrieb                                                                                          | Vorderradantrieb                                                                                          | Vorderradantrieb                                                                                          | Vorderradantrieb                                                                                          | Vorderradantrieb                                                                                          | Vorderradantrieb                                                                                          |
| Fahrwerk                                             | MacPherson-Federbeine und Querlenker vorn, Verbundlenkerachse hinten, Scheibenbremsen, Zahnstangenlenkung | MacPherson-Federbeine und Querlenker vorn, Verbundlenkerachse hinten, Scheibenbremsen, Zahnstangenlenkung | MacPherson-Federbeine und Querlenker vorn, Verbundlenkerachse hinten, Scheibenbremsen, Zahnstangenlenkung | MacPherson-Federbeine und Querlenker vorn, Verbundlenkerachse hinten, Scheibenbremsen, Zahnstangenlenkung | MacPherson-Federbeine und Querlenker vorn, Verbundlenkerachse hinten, Scheibenbremsen, Zahnstangenlenkung | MacPherson-Federbeine und Querlenker vorn, Verbundlenkerachse hinten, Scheibenbremsen, Zahnstangenlenkung | MacPherson-Federbeine und Querlenker vorn, Verbundlenkerachse hinten, Scheibenbremsen, Zahnstangenlenkung |
| Getriebe                                             | 6-Gang-Schaltgetriebe                                                                                     | 8-Stufen-Automatikgetriebe                                                                                | 5-Gang-Schaltgetriebe                                                                                     | 5-Gang-Schaltgetriebe                                                                                     | 6-Gang-Schaltgetriebe                                                                                     | 8-Stufen-Automatikgetriebe                                                                                | 1-Gang-Reduktionsgetriebe                                                                                 |
| Antriebsbatterie                                     | | | | | | | |
| Energieinhalt                                        | — | — | — | — | — | — | 50 kWh |
| Messwerte                                            | | | | | | | |
| Höchstgeschwindigkeit                                | 174 km/h                                                                                                  | 200 km/h                                                                                                  | 153 km/h                                                                                                  | 172 km/h                                                                                                  | 186 km/h                                                                                                  | 184 km/h                                                                                                  | 135 km/h                                                                                                  |
| Beschleunigung, 0–100 km/h                           | 13,0–13,6 s                                                                                               | 12,3 s | 16,5 s | 14,1–14,5 s                                                                                               | 11,5–12,0 s                                                                                               | 12,3–12,8 s                                                                                               | 11,2–11,7 s                                                                                               |
| Kraftstoff-/Energieverbrauch auf 100 km (kombiniert) | 5,3–5,4 l Super                                                                                           | 5,2–5,3 l Super                                                                                           | 4,1–4,3 l Diesel                                                                                          | 4,1–4,2 l Diesel                                                                                          | 4,2–4,3 l Diesel                                                                                          | 4,1–4,2 l Diesel                                                                                          | k. A. |
| CO2-Emission kombiniert                              | 122–123 g/km                                                                                              | 119–122 g/km                                                                                              | 109–114 g/km                                                                                              | 107–110 g/km                                                                                              | 111–114 g/km                                                                                              | 107–111 g/km                                                                                              | 0 g/km |
| Tankinhalt                                           | 61 l | 61 l | 50 l + 17 l AdBlue-Tank                                                                                   | 50 l + 17 l AdBlue-Tank                                                                                   | 50 l + 17 l AdBlue-Tank                                                                                   | 50 l + 17 l AdBlue-Tank                                                                                   | — |
| elektrische Reichweite nach WLTP                     | — | — | — | — | — | — | 260–280 km                                                                                                |
| Abgasnorm nach EU-Klassifikation                     | Euro 6d-TEMP-EVAP-ISC ab 10/2020: Euro 6d-ISC-FCM ab 04/2024: Euro 6e                                     | Euro 6d-TEMP-EVAP-ISC ab 10/2020: Euro 6d-ISC-FCM                                                         | Euro 6d-TEMP-EVAP-ISC ab 10/2020: Euro 6d-ISC-FCM                                                         | Euro 6d-TEMP-EVAP-ISC ab 10/2020: Euro 6d-ISC-FCM ab 04/2024: Euro 6e                                     | Euro 6d-TEMP-EVAP-ISC ab 10/2020: Euro 6d-ISC-FCM ab 04/2024: Euro 6e                                     | Euro 6d-TEMP-EVAP-ISC ab 10/2020: Euro 6d-ISC-FCM ab 04/2024: Euro 6e                                     | — |